# Tu n'épouseras jamais un avocat
Tu n'épouseras jamais un avocat est un film muet français réalisé par Louis Feuillade et sorti en 1914.

## Fiche technique
- Réalisation et scénario : Louis Feuillade
- Société de production : Société des Établissements L. Gaumont
- Pays de production : France
- Format : Muet - Noir et blanc - 1,33:1 - 35 mm
- Métrage : 666 m
- Genre : Court métrage
- Date de sortie : 
  - France : juin 1914

## Distribution
- Marcel Lévesque : Maître Tapire, l'avocat
- Louis Leubas : le bouif de Montparnasse
- Musidora : sa fille Estelle
- Géo Flandre : le président Moulle
- Suzanne Le Bret : Madame Braquet